# 姚迁
姚迁（1926年3月—1984年11月8日），原名姚宪昌，江苏如东人，曾任江苏省历史研究所副所长、南京博物院院长，1984年自缢身亡。

## 生平
1926年3月，姚宪昌出生于江苏省如东县双甸镇东周乡桂茂村的一个农民家庭。1931年，入双甸镇小学读书。1939年，到私塾研读古文。1940年，入邱升中学学习，期间参加青年先锋队，并曾担任队长。由于时逢战乱，邱升中学多次迁校，姚宪昌因此改名姚迁。1943年夏，姚迁高中毕业。1944年，姚迁加入中国共产党，先后担任过儿童团辅导员、文教科督学、小学教导主任、校长、师范教员。1949年后，姚迁曾担任江苏兴化、邗江、江都等县文教科科长、苏北行署教育处小教科副科长、江苏省文化局文化科科长、文化处长。1958年，姚迁被调到中国科学院江苏分院历史研究所任副所长。1962年，姚迁到南京博物院任副院长，1964年12月升任院长。
1982年冬，有人于“揭发”姚迁在文章署名中侵占他人学术成果，光明日报社在1983年的3月和7月进行了两次调查。1984年8月26日、27日，《光明日报》连续发表《南博院长姚迁以权谋私侵占科研人员学术成果》、《姚迁在执行知识分子政策方面存在严重问题》二篇报道，并发表评论员文章《知识分子的智力成果不容侵占》，根据报道姚迁在1979年至1982年间以其个人名义或跟别人联合署名发表的文章没有一篇是姚迁自己撰写的，点名批评他以权谋名，侵吞他人学术成果。其后，江苏省委宣传部的领导也多次组织对姚迁进行批判。1984年11月8日凌晨，姚迁在家中自缢身亡，终年58岁。其后，中共中央纪律检查委员会派出调查组调查姚迁事件，据调查光明日报社仅找控告方了解情况便发表了文章，造成新闻失实，并最终导致姚迁自杀的悲剧。1985年8月，中纪委调查组就姚迁自缢身死问题提出调查报告，认为江苏省委宣传部和《光明日报》对姚迁的点名批评不属实，定性错误，侵占、剽窃的结论不成立，认为《光明日报》在姚迁事件中犯有严重错误，《光明日报》编辑部其后在各大报刊刊登关于姚迁事件报道严重失实的检查。

## 社会兼职
1980年，江苏省博物馆学会成立，姚迁任理事长。1982年3月23日至27日，中国博物馆学会成立大会在北京举行，姚迁被推选副理事长之一。1982年4月，江苏省红楼梦学会成立，姚迁任理事及会长。1984年5月11日，南京太平天国史学会在南京市秦淮区瞻园成立，姚迁任副会长。姚迁还曾任国际博物馆理事会会员、中国考古学会理事、江苏省文物保管委员会副主任等。

## 著作
1947年夏，时任江苏省兴化县老圩区文教股长的姚迁将长征故事鼓词编为《二万五千里长征故事（鼓儿词）》一书，1947年10月以兴化县老圩区文娱社名义在刘庄印书局油印出版。姚迁任南京博物院院长时曾实地考察发掘六朝遗址，并拍摄了三部分影像，其中六朝艺术部分于1981年由文物出版社出版为《南朝陵墓石刻》，剩余的碑志书法和墓室壁画书法部分曾在北京东方大观拍卖。
其他编著作品还有《六朝艺术》、《中山陵》、《太平天国壁画》、《桃花坞年画》、《江苏文物总录》等。
| 著作名称                     | 出版年月   | 出版机构           | 备注       |
| ---------------------------- | ---------- | ------------------ | ---------- |
| 二万五千里长征故事（鼓儿词） | 1947年10月 | 兴化县老圩区文娱社 | 姚迁为编者 |
| 南朝陵墓石刻                 | 1981年4月  | 文物出版社         | 与古兵合著 |
| 六朝艺术                     | 1981年5月  | 文物出版社         | 与古兵编著 |
| 中山陵                       | 1981年10月 | 文物出版社         | 与古兵编著 |
| 太平天国壁画                 | 1982年1月  | 文物出版社         | 姚迁为主编 |
| 桃花坞年画                   | 1985年11月 | 文物出版社         | 姚迁为主编 |

## 纪念
1994年，徐湖平在其纪念姚迁的文章《为了忘却的纪念——写在姚迁同志逝世十周年》中评价姚迁“一生襟怀坦白、清正廉洁、淡泊名利、生活简朴”。
2005年，南京博物院编的《姚迁纪念文集》由文物出版社出版，收录了冯其庸、徐平湖、陈超、庞瑞垠等人的纪念文章等内容。